# Grathobel
Der Grathobel ist ein Handhobel zur spanenden Bearbeitung von Holz und dient zum Herstellen der Gratfedern für Gratverbindungen.
Der Grathobel ist ähnlich aufgebaut wie ein Falzhobel, die Sohle steht jedoch zur Seitenfläche in einen Winkel von 75° bis 80°, um die Schräge der Gratfeder zu erzeugen. Ein Vorschneider minimiert Ausrisse beim Bearbeiten von Querholz, zusätzlich steht das Hobelmesser oft quer zur Hobelrichtung. Vorschneider und Hobelmesser sind genau aufeinander einzustellen. Es gibt Ausführungen mit festen und mit verstellbaren Anschlägen.
Durch den Einsatz von Holzwerkstoffen, im Besonderen der Spanplatte, und Fräsen mit entsprechenden Fräsern, mit denen sich Gratnuten schneller und kostensparender herstellen lassen, hat der Grathobel an Bedeutung verloren.